# چوی وو شیک
چوی وو شیک (کره‌ای: 최우식؛ زادهٔ ۲۶ مارس ۱۹۹۰) بازیگر کانادایی ساکن کره جنوبی است. او به خاطر ایفای نقش در فیلم‌های قطار بوسان و انگل شناخته می‌شود که هر دو به صورت جهانی مورد تحسین منتقدان قرار گرفتند و انگل برندهٔ نخل طلا در جشنواره کن و برندهٔ جایزه اسکار بهترین فیلم شد.

## فیلم‌شناسی

### فیلم
| سال  | عنوان                      | نقش                           | توضیحات       | منابع  |
| ---- | -------------------------- | ----------------------------- | ------------- | ------ |
| ۲۰۱۱ | اتود، سولو                 | هوانگ کیونگ مین               | فیلم کوتاه    |        |
| ۲۰۱۲ | دایره جنایت                |                               |               | [ ۲ ]  |
| ۲۰۱۳ | خیلی مخفیانه               | یون یو جون                    |               | [ ۳ ]  |
| ۲۰۱۳ | آنفلوانزا                  | جونگ جین                      | حضور افتخاری  | [ ۴ ]  |
| ۲۰۱۴ | آزادم کن                   | یونگ جه                       |               |        |
| ۲۰۱۴ | مسابقه بزرگ                | گورو                          |               | [ ۵ ]  |
| ۲۰۱۵ | در اتاق                    | مین جون                       | فیلم سنگاپوری | [ ۶ ]  |
| ۲۰۱۶ | قطار بوسان                 | مین یونگ گوک                  |               | [ ۷ ]  |
| ۲۰۱۷ | اوکجا                      | کیم وو شیک                    |               | [ ۸ ]  |
| ۲۰۱۸ | خواب طلایی                 | جو هو                         | حضور افتخاری  | [ ۹ ]  |
| ۲۰۱۸ | شاهزاده خانم و دلال ازدواج | نام چی هو                     |               | [ ۱۰ ] |
| ۲۰۱۸ | جادوگر: بخش ۱. انهدام      | گی گونگ جا (اشراف‌زاده)        |               | [ ۱۱ ] |
| ۲۰۱۸ | مونستروم                   | افسر هو                       |               | [ ۱۲ ] |
| ۲۰۱۹ | رزباد                      | یونگ سون چول                  |               | [ ۱۳ ] |
| ۲۰۱۹ | انگل                       | کیم کی وو / کوین (نام مستعار) |               | [ ۱۴ ] |
| ۲۰۱۹ | خشم الهی                   | پدر چوی                       | حضور افتخاری  | [ ۱۵ ] |
| ۲۰۲۰ | زمان شکار                  | کی هون                        | فیلم نتفلیکس  | [ ۱۶ ] |
| ۲۰۲۲ | خون پلیس                   | چوی مین جه                    |               | [ ۱۷ ] |
| ۲۰۲۴ | سرزمین عجایب               | هیون سو                       | فیلم نتفلیکس  | [ ۱۸ ] |

### مجموعه تلویزیونی
| سال       | عنوان                                 | نقش                           | توضیحات                        | منابع                |
| --------- | ------------------------------------- | ----------------------------- | ------------------------------ | -------------------- |
| ۲۰۱۱      | دو دوست                               | جوانی گی دونگ                 |                                | [ ۱۹ ]               |
| ۲۰۱۱      | زندگی در سبک                          | نا جو را                      |                                | [ ۲۰ ]               |
| ۲۰۱۱      | درختی با ریشه عمیق                    | جوانی جونگ گی جون / گا ری اون |                                | [ ۲۱ ]               |
| ۲۰۱۱–۲۰۱۳ | گروه عملیات ویژه ده                   | پارک مین هو                   | فصل ۱–۲                        | [ ۲۲ ] [ ۲۳ ]        |
| ۲۰۱۲      | شاهزاده زیرشیروانی                    | دو چی سان                     |                                | [ ۲۴ ]               |
| ۲۰۱۲      | خانواده                               | یول وو بونگ                   |                                | [ ۲۵ ]               |
| ۲۰۱۲      | مجرم از میان دوستان                   | جوانی دو هیون                 | درامای ویژه کی‌بی‌اس             |                      |
| ۲۰۱۳      | تو کیستی                              | هی کو                         | حضور افتخاری (قسمت ۱۰، ۱۲، ۱۳) | [ ۲۶ ]               |
| ۲۰۱۳      | محقق اصلی: وانگ جو هیون را نجات دهید! | بو جونگ شیک                   | درام ویژه                      | [ ۲۷ ]               |
| ۲۰۱۴      | همگی محاصره شده‌اید                    | چوی وو شیک                    | حضور افتخاری (قسمت ۴)          | [ ۲۸ ]               |
| ۲۰۱۴      | از بخت بد عاشقت شدم                   | لی یونگ                       |                                | [ ۲۹ ]               |
| ۲۰۱۴      | غرور و تعصب                           | لی جانگ وون                   |                                | [ ۳۰ ]               |
| ۲۰۱۵      | عشق هوگو                              | کانگ هو گو                    |                                | [ ۳۱ ]               |
| ۲۰۱۵      | تشییع جنازه خارق‌العاده من             | پارک دونگ سو                  | درام ویژه دو قسمتی             | [ ۳۲ ]               |
| ۲۰۱۷      | مبارزه برای راهم                      | پارک مو بین                   | حضور افتخاری (قسمت ۱–۷)        | [ ۳۳ ]               |
| ۲۰۱۷      | بسته                                  | کیم گیونگ جه                  |                                | [ ۳۴ ]               |
| ۲۰۲۱–۲۰۲۲ | تابستان دوست‌داشتنی ما                 | چوی وونگ / گو اوه             |                                | [ ۳۵ ] [ ۳۶ ] [ ۳۷ ] |

### مجموعه اینترنتی
| سال  | عنوان           | نقش           | توضیحات      | منابع  |
| ---- | --------------- | ------------- | ------------ | ------ |
| ۲۰۱۳ | روزی            | چه مان شیک    |              |        |
| ۲۰۱۵ | شوالیه رؤیایی   | دانشجوی گذشته | حضور افتخاری | [ ۳۸ ] |
| ۲۰۱۷ | پسر همسایه بغلی | پارک گیو ته   |              | [ ۳۹ ] |
| ۲۰۲۴ | پارادوکس قاتل   | لی تانگ       |              |        |
| ۲۰۲۵ | فیلم ملو        | کو گیوم       | [ ۴۰ ]       |        |

### برنامه تلویزیونی
| سال       | عنوان                    | نقش          | منابع  |
| --------- | ------------------------ | ------------ | ------ |
| ۲۰۱۲      | من واقعی هستم            | عضو بازیگران | [ ۴۱ ] |
| ۲۰۱۳–۲۰۱۴ | قلب‌های تپنده             | عضو بازیگران | [ ۴۲ ] |
| ۲۰۱۵      | قانون جنگل در نیکاراگوئه | عضو بازیگران | [ ۴۳ ] |
| ۲۰۲۰      | تعطیلات تابستانی         | عضو بازیگران | [ ۴۴ ] |
| ۲۰۲۱      | آشپزخانه یون             | عضو بازیگران | [ ۴۵ ] |
| ۲۰۲۲      | در جنگل: تعطیلات دوستانه | عضو بازیگران | [ ۴۶ ] |
| ۲۰۲۳      | آشپزخانه جینی            | عضو بازیگران | [ ۴۷ ] |

### حضور در موزیک ویدئو
| سال  | نام آهنگ          | آرتیست     | منابع  |
| ---- | ----------------- | ---------- | ------ |
| ۲۰۱۴ | «داستان قدیمی من» | آی‌یو       | [ ۴۸ ] |
| ۲۰۱۵ | «تبریک»           | دی‌سیکس     | [ ۴۹ ] |
| ۲۰۱۷ | «آن لحظه»         | ایم سولونگ | [ ۵۰ ] |
| ۲۰۱۷ | «تو زیبا بودی»    | دی‌سیکس     | [ ۵۱ ] |